# 리 퍼셀

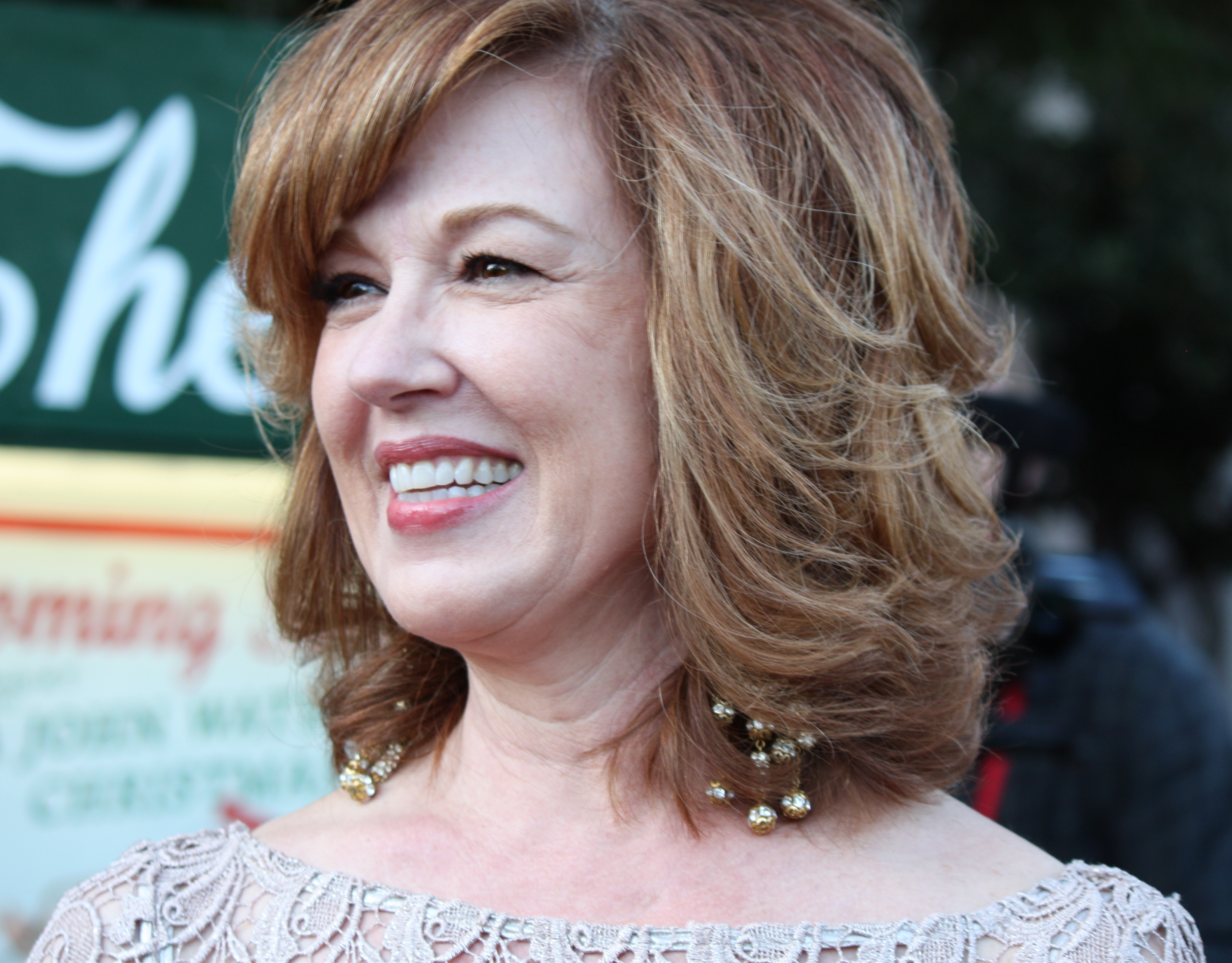

리 퍼셀(Lee Purcell, 1947년 6월 15일 ~ )은 미국의 배우이다.

## 출연 작품
- 제이엘 랜치 (2016, J.L. Family Ranch)
- 퍼슨스 언노운 (2010년)
- The Unknown (2005) - 도리스 윈즐로 역
- 말라이카 (1998년)
- 아버지의 비밀 (1994년)
- 두 얼굴의 사나이 3 (1988년)
- 굿바이 베트남 (1988년)
- 스페이스 레이지 (1985년)
- 밸리 걸 (1983년)
- 에디 마콘 (1983년)
- 여교사 (1982년)
- 에어플레인 2 (1982년)
- 도박사(영어판) (1980년)
- 빅 웬즈데이 (1978년)
- 마제스틱 (1974년)
- 키드 블루 (1973년)
- 6시 아담 (1970년)

### 텔레비전
- 닥터 웰비 (1970)
- 명탐정 바나비 존즈 (1975)
- 하와이 파이브-O (1976)